# Maison du Peuple de Clichy
Pour les articles homonymes, voir Maison du peuple.
La Maison du Peuple de Clichy, classée aux monuments historiques depuis 1983, est un bâtiment construit de 1935 à 1939 sur la commune de Clichy dans les Hauts-de-Seine en Ile-de-France par les architectes Eugène Beaudouin, Marcel Lods, l'ingénieur Vladimir Bodiansky et les ateliers de Jean Prouvé.
Associant le métal et le verre, ce fut le premier bâtiment préfabriqué à mur-rideau en tôle d'acier avec une ossature métallique édifié en France. Des cloisons coulissantes, des planchers amovibles et un toit ouvrant à verrières mobiles censé distribuer un maximum de lumière, faisaient de la Maison du Peuple un édifice tout à fait original.
La Maison du Peuple de Clichy était à la fois « un joyau architectural de la première couronne », « un bijou mécanique » et pouvait être « considérée comme un chef-d'œuvre ».

## Historique

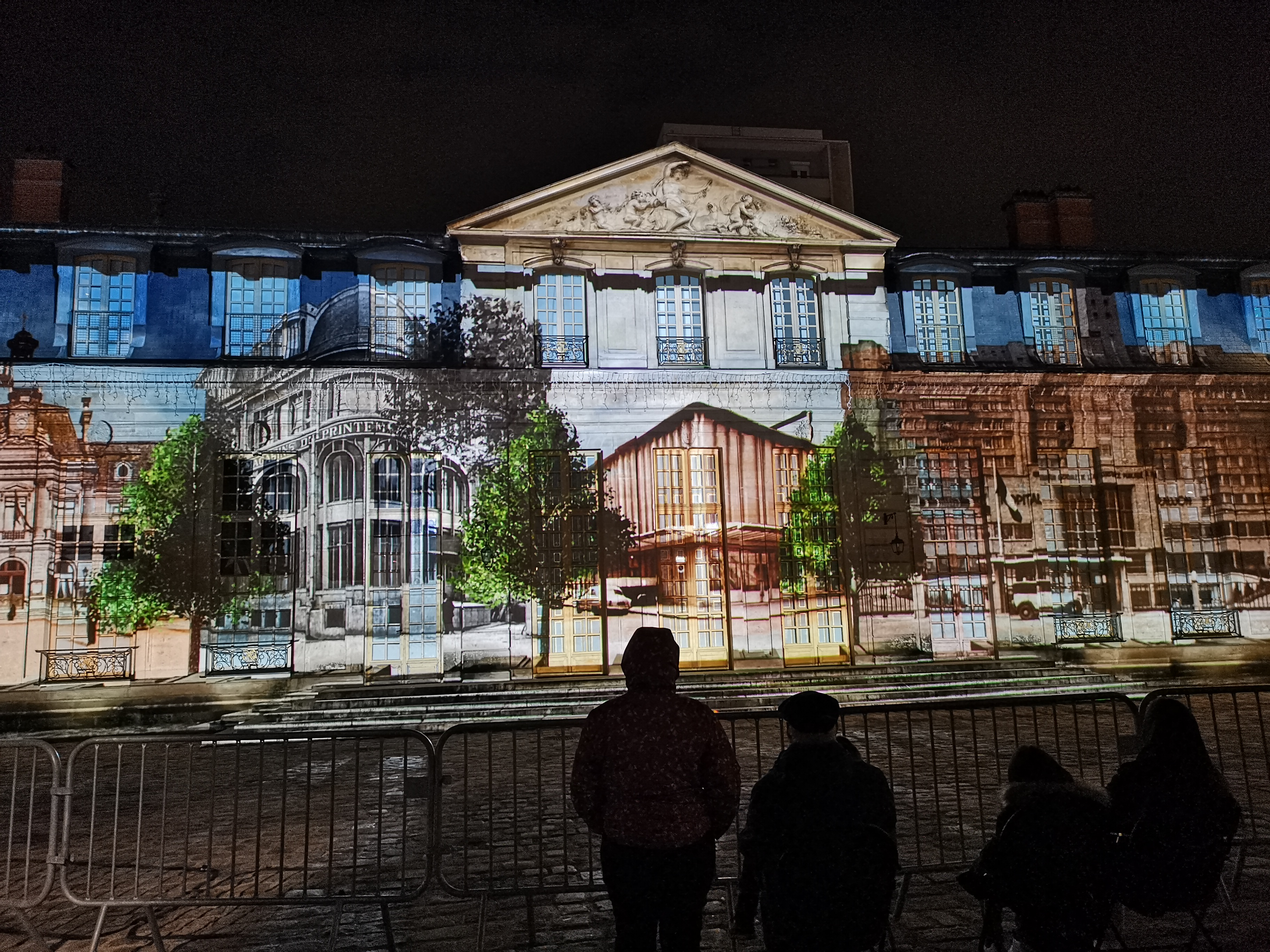
Maison du Peuple de l'architecte et designer Jean-Prouvé

Dans les années 1900 se tenait le marché de Lorraine (situé boulevard de Lorraine, d'où son nom), marché à ciel ouvert à l'emplacement actuel de la Maison du Peuple de Clichy.
En 1935, le maire Charles Auffray commande la construction du bâtiment sur un terrain de 2 000 m2 pour la couverture ce marché.

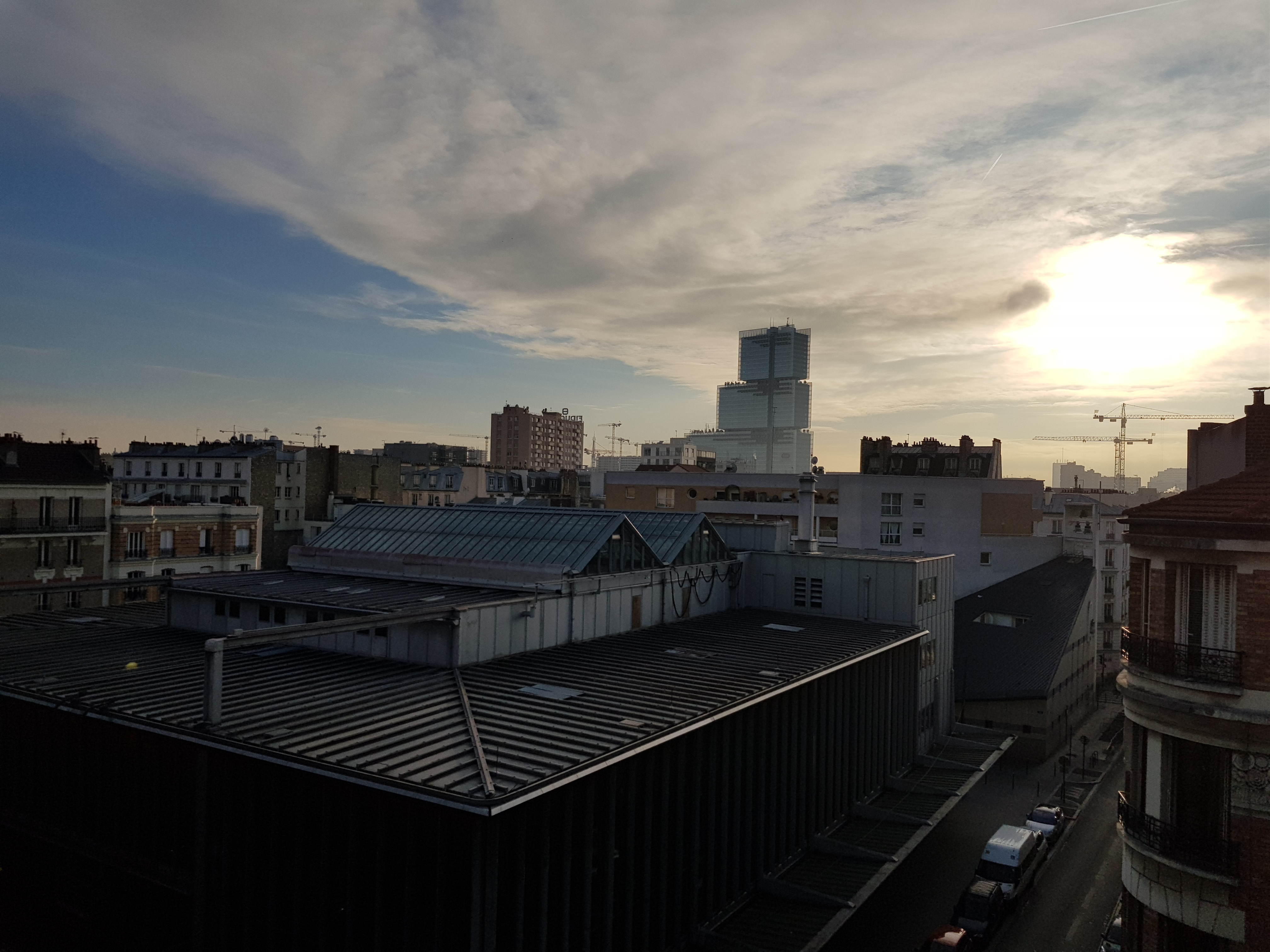
Vue de la Maison du Peuple

En août 1936, l'équipe lauréate se compose des architectes Eugène Beaudouin (1898-1983) et Marcel Lods (1891-1978), qui feront évoluer leur projet en l'enrichissant d'autres services : une salle des fêtes de 1 500 à 2 000 personnes, une salle de conférence et cinéma pour 500 spectateurs, ainsi que des bureaux mis à la disposition de sociétés locales et syndicats.
Les deux architectes travailleront avec l'ingénieur Vladimir Bodiansky (1894-1966) et l'architecte Jean Prouvé (1901-1984) qui dessine l’ensemble des détails de l’édifice. L’étude des Ateliers Jean Prouvé débute en août 1936, correspondant à la date de l’appel d’offre et s’étend jusqu’en mars 1939, période durant laquelle 838 plans sont réalisés, dont la plupart sont dessinés par Jean Boutemain.

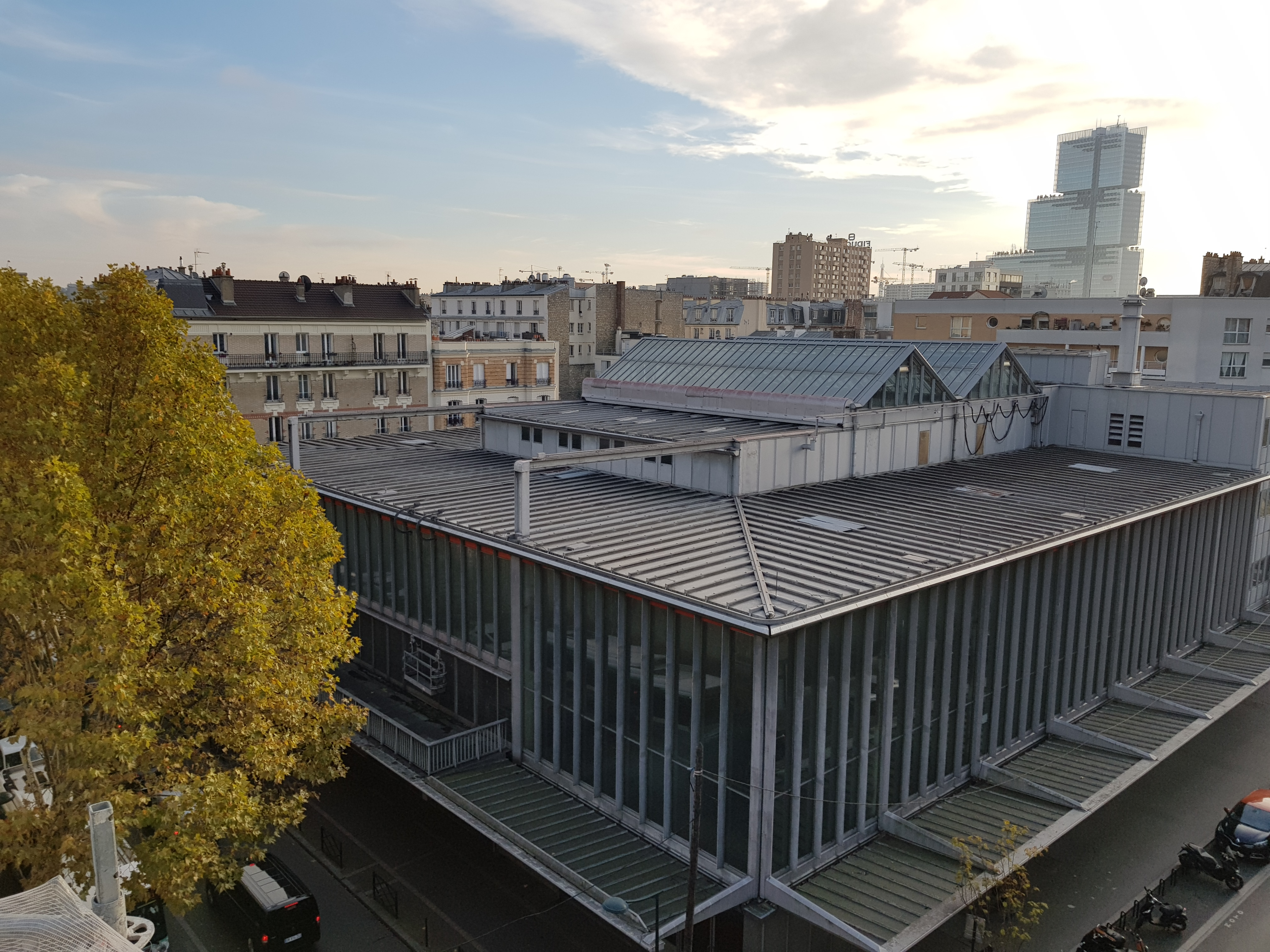
Maison du Peuple.

Les autres intervenants sont André Salomon (1891-1970), éclairagiste ; Henri-Louis Trezzini (1902-1976) et André Sive (1899-1958) à partir de 1937.
La charpente métallique a été réalisée par les établissements Schwarz-Haumont et le chauffage par l'entreprise Robart&Fils.

## Chantier
Après deux ans d'études de conception de 1935 à 1937, le chantier commencera en janvier 1937 avec les travaux des fondations de l'édifice.
Dans un contexte de tension internationale, ces travaux seront vite arrêtés par une nouvelle demande de la mairie : construire un abri anti-aérien pour protéger la population d'éventuels bombardements. Cet abri, en béton armé et d'une capacité de 200 à 250 personnes, sera construit entre mai et août 1937 sur toute la largeur du bâtiment en sous-sol à l'opposé des bureaux entre les rue Klock et rue Martissot.
Pour voir le jour, le projet a dû recevoir l’approbation du Génie de Paris, de la Préfecture de Police de Paris (chargée de la défense passive) et, enfin, du Conseil Municipal de Clichy. Au total, sa réalisation a coûté environ 1 500 000 anciens francs (dont 980 000 francs pour le gros-œuvre en 1937 ; puis 334 000 francs en 1940 pour l’installation des portes, éclairages, escaliers d’accès et gaines de ventilation ; et encore d’autres dépenses ultérieures pour l’aménagement et l’équipement), ce qui correspond à environ 700 000 euros actuels. Ce coût fut assumé en grande partie par l’État et le Département, qui versèrent des subventions à la municipalité,.
Le chantier s’achève durant l’été 1939 et l'inauguration sera faite en deux temps.
Une inauguration officielle est prévue pour le mois d’octobre 1939 mais la seconde guerre mondiale interrompt cette ambition. Le 24 novembre 1939, le nouveau « marché de Lorraine » à rez-de-chaussée est inauguré.
Puis, la grande salle à l’étage est inaugurée le 5 mai 1940 : elle accueille la réunion du conseil de la Fédération socialiste de la Seine, bien que le bâtiment ne soit pas totalement achevé (les peintures ne sont pas terminées et le plafond lumineux Rhodoïd n’est pas posé).
Pour ce projet, autant la conception que le chantier rencontrent nombre d'aléas liés à la crise économique et sociale d'une époque trouble et à l'augmentation du coût des travaux. Durant toutes les étapes de construction, les architectes et ingénieurs ont dû faire des compromis afin de respecter le budget. Les travaux s'achèvent tant bien que mal au début de la guerre.

## Caractéristiques

Accès à l'étage de la Maison du Peuple.

L'édifice est situé en centre-ville, au sud-est de la ville de Clichy dans un tissu urbain dense essentiellement composé d'immeuble de ville de 5 à 6 niveaux. Le bâtiment est entouré par les quatre voies de circulation : boulevard du Général-Leclerc, rue Klock, rue Morillon et rue Martissot. Le bâtiment s'intègre cependant parfaitement à son environnement immédiat, en respectant une hauteur qui ne porte pas ombrage aux autres bâtiments.

Détail des auvents.

La construction, de forme parallélépipédique et d'architecture moderne, répond à un programme architectural complexe comprenant des fonctions de marché couvert, locaux syndicaux, bureaux, salle de conférence et salle de cinéma. La réponse apportée par les architectes est d'une extrême simplicité : un volume régulier dont l'étage est desservi par des escaliers et monte-charge placés aux quatre angles.

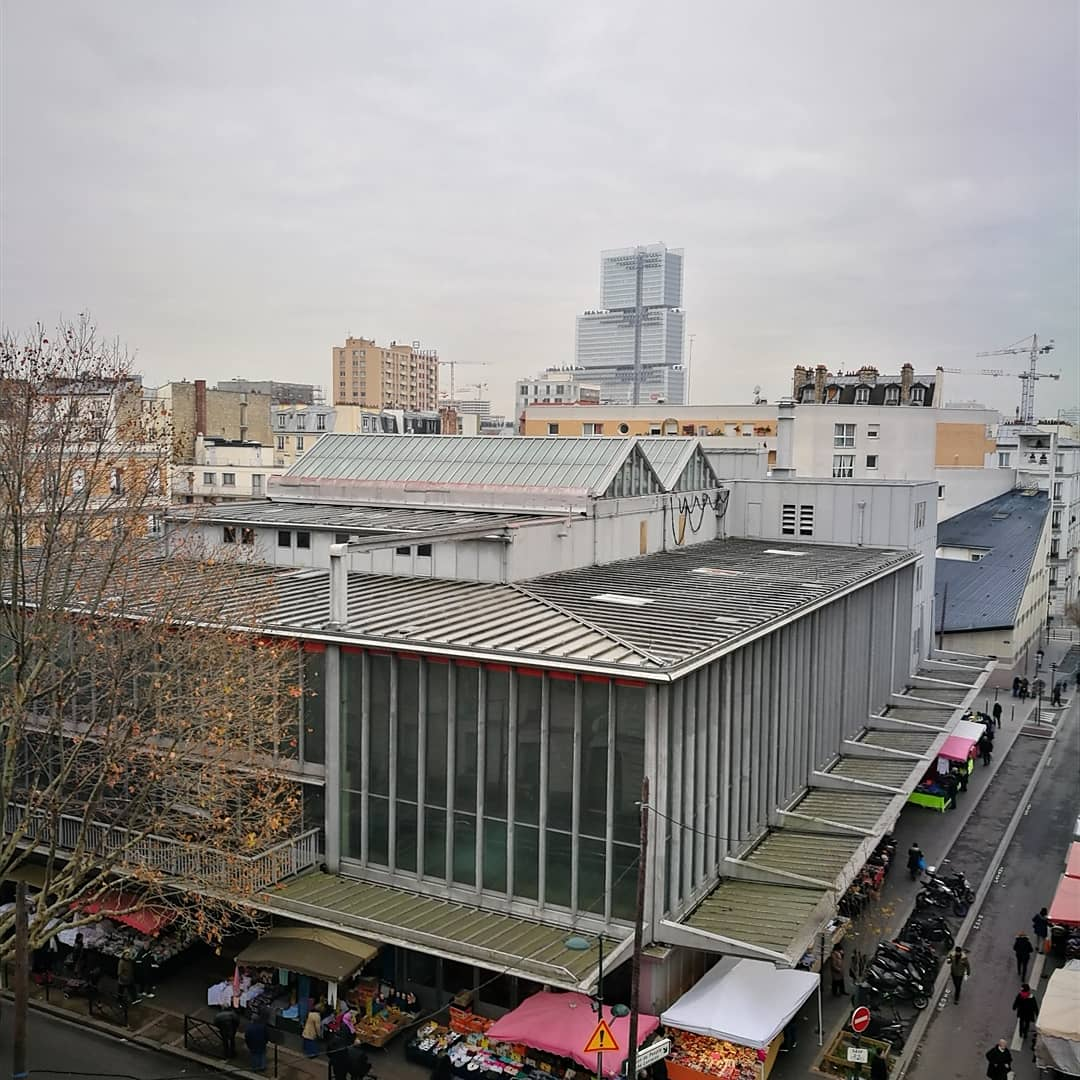
Vu maison du Peuple

Le bâtiment est doté de mécanismes de planchers, de cloisons et de toiture mobiles. Cette modularité permet d'utiliser les espaces sous plusieurs configurations :
- Une première modulation peut être effectuée en fermant la trémie grâce à un plancher amovible, qui permet de libérer l’espace où il était stocké pour créer une scène. Le nouvel espace formé sur ce premier niveau permet ainsi d’utiliser l’espace comme salle des fêtes, en soirée notamment.
- Une deuxième transformation permet d’encercler l’espace central de ce premier niveau, grâce à soixante panneaux coulissants d’environ un mètre de largeur pour 7 mètres de hauteur, afin de proposer un espace plus intime, adapté à des séances de cinéma ou des conférences.
- Enfin, la toiture mobile permet d’ouvrir totalement l’édifice afin d’organiser des événements en plein air, par beau temps ou en nocturne, mais permet également une bonne ventilation, notamment lors de l’utilisation du marché[4].

## Classement aux monuments historiques
La qualité de la réalisation et son caractère novateur exceptionnel sont à l'origine de son classement aux monuments historiques : cet édifice témoigne de la recherche architecturale liée au Mouvement moderne. C'est donc un bâtiment d'avant-garde, pour lequel des techniques et des mises en œuvre innovantes ont été expérimentées. Parmi ses innovations, les cloisons et le plancher mobiles du premier étage et son stockage réservé dans la scène, la couverture qui s'ouvre pour permettre un marché de plein air, conçus par Vladimir Bodiansky et qui rendent ce bâtiment entièrement transformable, ainsi que sa façade en mur-rideau en panneaux préfabriqués en usine, conçus et dessinés par Jean Prouvé.
Dès 1963, une demande de protection au titre des monuments historiques est déposée sans succès, du fait du jeune âge du bâtiment.
Dans les années 1980, la Maison du Peuple se dégrade fortement et Jean Prouvé alerte la mairie de Clichy à plusieurs reprises sur les dangers qui pèsent sur ce bâtiment exemplaire. À l'époque, la commission supérieure des monuments historiques ne se prononce que sur les édifices dont les architectes sont décédés. Pourtant, la Cité radieuse de Marseille (Le Corbusier, 1964) et l'école de plein air de Suresnes (Beaudouin et Lods, 1965) ont été inscrits du vivant de leurs architectes.
En 1981, Jack Lang indique que l'édifice doit « être à tout prix sauvegardé ». En 1982, et pour protéger la Maison du Peuple de travaux prévus par le maire Gaston Roche qui « porteraient atteinte à l'intérêt incontestable de cet édifice », elle fait partie « à titre exceptionnel, une inscription à l’Inventaire supplémentaire des monuments historiques ».
C'est finalement sous le mandat de Jacques Delors, élu maire de Clichy en 1983 et ministre de l'Économie, des Finances et du Budget que la protection est décidée sur la totalité du bâtiment (y compris l'abri anti-aérien). Le 30 décembre 1983, la Maison du Peuple de Clichy est classée monument historique.

## Une icône architecturale internationale

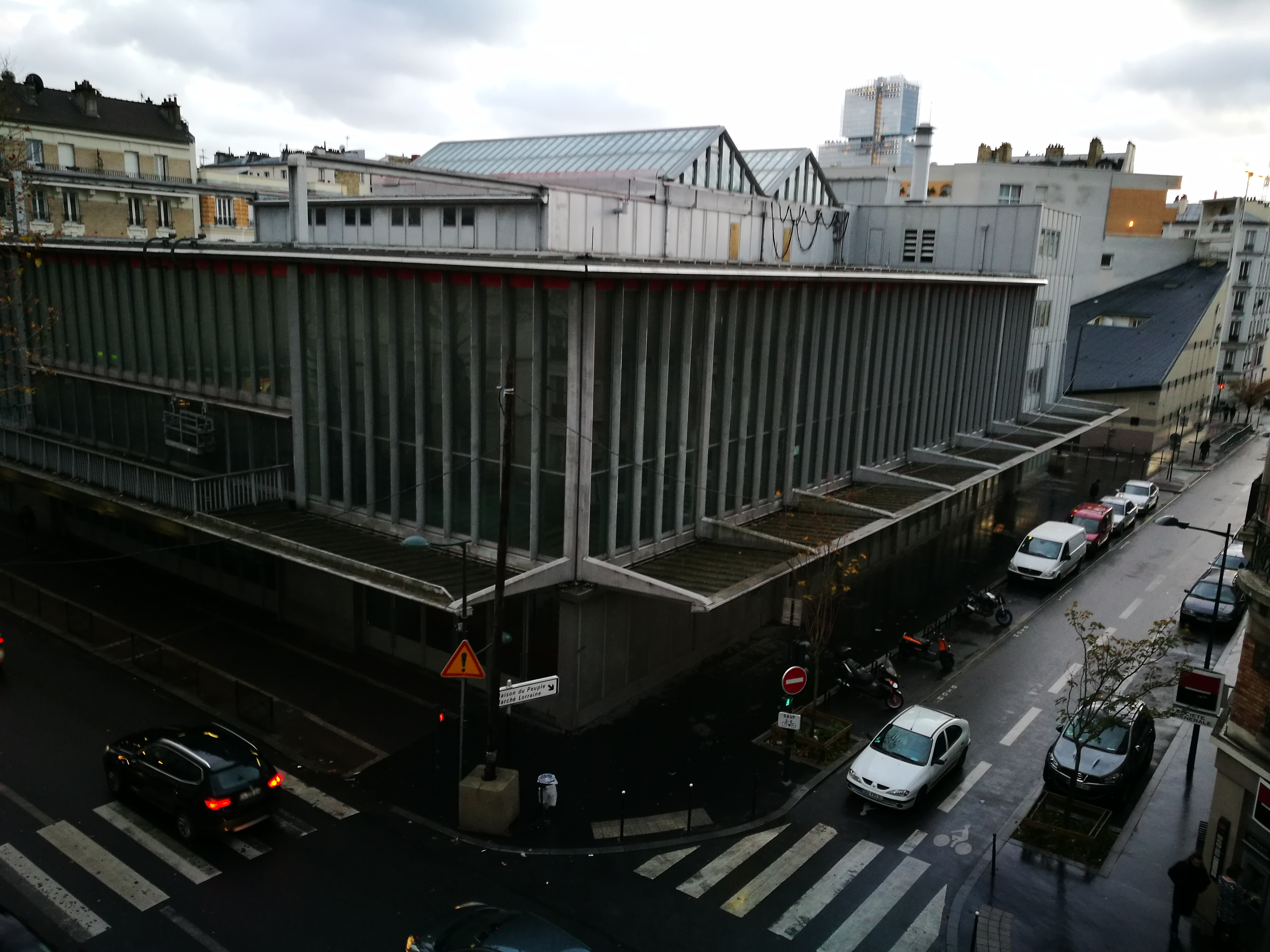
Vu Maison du Peuple, Clichy 92210 France

### Appréciation technique
Ce projet extraordinaire permet de proposer en un seul bâtiment deux activités principales grâce aux prouesses techniques des éléments mobiles plancher amovible, cloisons coulissantes et comble roulant). Ainsi le bâtiment se transforme en quarante-cinq minutes de marché (toit ouvert, cloisons ouvertes et plancher ouvert) en salle des fêtes (toit fermé, cloisons ouvertes, et plancher fermé) et en cinq minutes de salles des fêtes en cinéma (toit fermé, cloisons fermés et plancher fermé).

### Appréciation sociale
L'appellation de Maison du peuple lui confère le statut d'un centre de vie sociale, fondé sur des valeurs socialistes réunissant politique, éducation et culture, associées à une fonction commerciale de marché déjà présent antérieurement à sa construction. C’est avant tout un bâtiment pour le peuple et pour les habitants de Clichy qui est érigé. Il vise alors à transformer le quotidien des habitants, exprimé par l’aspect spectaculaire de la construction.

### Appréciation artistique et esthétique
Ce bâtiment, devenu machine, est impressionnant de légèreté, au travers de l'économie de matière prônée par Jean Prouvé, et par le mouvement de certains éléments mécaniques qui peuvent disparaître.

Cet effet de légèreté s’accompagne de l’omniprésence de la lumière qui inonde l’édifice, selon la volonté initiale des concepteurs : 

« quelle que soit la saison, l’éclairage et l’aération pourront être obtenus. On aura en été, un marché aussi bien ventilé et aussi clair que le marché en plein air actuel. On aura en hiver un marché clair, parfaitement abrité. »

La lumière naturelle y pénètre ainsi de manière diffuse toute la journée. Cet éclairage maximal est rendu possible grâce aux larges baies présentes sur les quatre façades, mais également à l’éclairage zénithal.

### Statut canonique local, national et international
Dès sa livraison, la Maison du Peuple est considérée comme un bâtiment majeur de par son caractère novateur. L'architecte américain Frank Lloyd Wright a admis, lors d'une visite à Clichy, que la France était en avance sur les États-Unis grâce à l'innovation de l'édifice.
Depuis 80 ans, la Maison du Peuple est citée par les plus grands historiens et critiques architectes internationaux de Reyner Banham à Jean-Louis Cohen, mentionnée dans toutes les histoires de l'architecture française et mondiale,,.
Kenneth Frampton souligne quant à lui que la Maison du Peuple, « extraordinairement élégante et efficace », occupe une place importante pour la production du mouvement high-tech. Renzo Piano et Richard Rogers s’en inspireront en effet pour la réalisation du Centre Georges-Pompidou .

### Édifice de référence dans l'histoire de l'architecture
Ce bâtiment au programme novateur dans l’utilisation remarquable et ingénieuse des techniques de construction métallique légère, est le premier bâtiment multifonctionnel transformable. Il est un témoignage iconique de la mécanisation de l’environnement des années 1930, par son architecture innovante, mais également sa technicité : le progrès technique – ici la mécanique et l’électromécanique – est ici conçu comme un moyen d’affranchissement de l’homme.
L’histoire même de la protection de la Maison du Peuple constitue un jalon dans la politique française de sauvegarde du patrimoine, dont l’histoire séculaire est internationalement reconnue.

## Restaurations et dégradations

### Années 1995-2005
En 1979, un coulage d'une dalle en béton rend inutilisable le plancher amovible et les panneaux du rez-de-chaussée ont été remplacés par de la brique. L'usage du bâtiment en est profondément modifié et amorce un désintérêt du public pour le bâtiment.
En 1990, une étude sera conduite par le Service des monuments historiques. Le chantier de restauration de 1995 à 2005 sera alors confié à l'architecte en chef des monuments historiques, Hervé Baptiste:
- 1995-1998 : restauration des extérieurs (hors rez-de-chaussée)
- 2002-2003 : restauration des façades du rez-de-chaussée[25]
- 2005 : travaux préparatoires aux travaux intérieurs (désamiantage)[10].

### Dégradation du bâtiment (2020)
Depuis novembre 2020, les associations Quartier Maison du Peuple et Sites et Monuments ont signalé au propriétaire, la mairie de Clichy, ainsi qu'à la DRAC Île-de-France, les dégradations subies par les intempéries sur  la partie arrière du bâtiment. À chaque intempérie, les étages supérieurs se remplissent d'eau et inondent les planchers en métal ainsi que le dispositif de stockage du plancher mobile du premier étage.
La DRAC n'a pas répondu favorablement à une demande de travaux faits d'office comme le Code du patrimoine le prévoit selon l'article L.612-11 et L.621-12.

## Utilisations passée et actuelle
Dans son livre, La Maison du Peuple, Beaudouin, Lods, Prouvé, Bodiansky, un bijou mécanique, Béatrice Simonot écrit : 

« Les activités commerciales du marché, qui perdurent, sont régulières et très fréquentées. Les activités syndicales et associatives à caractère social -associations de locataires, réunions d'anciens combattants, de prisonniers de guerre, d'anciens déportées- ont occupé une place importante dans les activités quotidiennes. La Maison du Peuple était aussi le lieu des fêtes annuelles comme les arbres de Noël, la distribution des prix aux enfants des écoles, les distributions alimentaires aux vieux travailleurs, la fête des mères. Les activités culturelles très diversifiées concernaient autant des manifestations à caractère local -telles que le salon de printemps proposant des expositions ouvertes aux artistes locaux, peintres, sculpteurs, photographes, ou des expositions consacrées à la philatélie, ou encore des concerts de la fanfare municipale, des spectacles de théâtre amateur par exemple -que des événements de haut niveau comme la représentation du Prince de Hombourg avec Gérard Philipe, donnée par le Théâtre national populaire en 1951 [sous la direction de Jean Vilar,. »

Toutes ces activités seront proposées après la Seconde Guerre mondiale jusque dans le début des années 1980.
Par exemple, on retrouve, les 18 et 19 mai 1974, le Festival de la BD d'expression française qui a lieu dans la Maison du Peuple de Clichy, avec une rétrospective Alain Saint-Ogan, des pieds nickelés et Les Espoirs de la Bande Dessinée. En 1980, le premier magazine de bandes dessinées roumaines d’expression française "Peur" sera présenté à ce même festival, toujours à la Maison de Peuple de Clichy. Des affiches des 8e et 9e festival de bande dessinée de Clichy (1981 et 1982) sont préservées à la Bibliothèque Forney à Paris.
Le 2 décembre 2012, la Maison du Peuple de Clichy peut être visitée lors d'une installation sonore du collectif Art of Failure.
Les 15 et 16 septembre 2018, lors des Journées européennes du patrimoine, l'abri anti-aérien situé sous la Maison du Peuple a pu être visité.
Aujourd'hui, seules les activités commerciales du marché perdurent encore à hauteur de trois fois par semaine. Les autres activités sociales et culturelles qui se déroulaient dans les espaces polyvalents du premier étage, n'existent plus, car les espaces ne répondent plus aux normes de la réglementation incendie, une absence totale d'isolation acoustique de la grande salle et diverses altérations des matériaux.

## Programmes de reconversion envisagés

### 1986, la maison des congrès
En mars 1986, l'Architecte des Bâtiments de France, Jean-Marc Blanchecotte, propose de réaménager le rez-de-chaussée, qui reste largement ouvert, en accueillant une galerie commerçante. Le premier étage conserve sa salle de spectacle, son principe de cloisons mobiles, son toit ouvrant, mais en adoptant des solutions nouvelles pour l'isolation phonique.
Cette proposition semble radicale de par les transformations structurelles et spatiales qu'elle engendre au niveau du rez-de-chaussée et de l'infrastructure du bâtiment. Elle s'avérerait également coûteuse et difficile à réaliser du point de vue réglementaire mais aussi au regard de son classement intégral au titre des monuments historiques.

### 1989, le hall d'exposition et de congrès
En 1989, dans le cadre de la convention quartier République-Victor Hugo, le projet était composé d'une restructuration interne de la Maison du Peuple pour accueillir de nouvelles activités et une extension sur le terrain adjacent (actuellement occupé par Notre-Dame Auxiliatrice). Cette proposition prenait en compte la protection au titre des Monuments Historiques.

### 1992, la mairie et poste annexe
Outre les différentes programmations de restructuration de la salle polyvalente au premier étage, il a également été envisagé l'implantation d'une mairie et d'une poste annexe au rez-de-chaussée de la Maison du peuple.
L'autorisation de travaux a été refusée par la DRAC qui estimait que la proposition porterait atteinte à l'intégrité du monument et compromettrait la transparence du rez-de-chaussée, en particulier la possibilité de réouverture des portes en partie centrale aussi bien que les accès aux vestiaires, selon le dessin d'origine.

### 1999, la maison de l'innovation et des nouvelles technologies
En septembre 1999, dans le cadre de la mise en œuvre d'une politique en matière d’équipement socio-culturelle et culturelle, la ville de Clichy envisageait une programmation orientée vers l'innovation et les nouvelles technologies, sans véritable lien avec le fond de la proposition (espaces polyvalents, de représentation, d'exposition, de projection.

### 2007-2009, salle polyvalente
En 2007, la maîtrise d'ouvrage pour la restructuration de la Maison du peuple passe des Services techniques de la ville de Clichy à la Direction de la Culture et du Patrimoine, qui mandate alors la SEM 92, par délibération du 19 septembre 2007, afin de mener une réflexion approfondie sur ce site en imaginant un projet de conservation patrimoniale en adéquation avec un programme autour de la vocation initiale du bâtiment.
Une nouvelle étude de programmation, réalisée par Athegram, autour d'une salle multifonctionnelle est encore commandée, dans le but de retrouver les fonctions initiales de la Maison du peuple en offrant aux Clichois un équipement culturel de proximité dans ce lieu emblématique de brassage et de convivialité, tourné vers l'économique et la culture. La vocation de cette salle polyvalente serait essentiellement tournée vers des activités du spectacle et du cinéma, ainsi que la programmation de conférences et d'événements sportifs.
En 2009, la maîtrise d'ouvrage de l'époque (SEM 92) a rendu une étude de faisabilité concernant le programme de la salle polyvalente, remis en cause du fait des problèmes liés à l'acoustique et à la sonorisation, concluant à la limitation des activités nocturnes bruyantes sans traitement global du bâtiment existant.
Cette conclusion a conduit à envisager un autre programme : celui d'une médiathèque.

### Médiathèque et centre d'archives d'architecture duXXesiècle
À la suite de la conclusion de la SEM 92, une réflexion est menée dans un premier temps sur un projet de médiathèque dotée d'un fonds spécifique en relation avec l'architecture du XXe siècle, et à la création industrielle, s'adressant à un public spécifique composé d'architectes, d'étudiants et de chercheurs.
Dans un second temps, le projet de médiathèque spécialisée s'élargit au profit d'une médiathèque municipale faisant suite à une analyse des besoins de la municipalité qui observe une forte demande de la population en la matière.
Ce projet, à rayonnement communal et intercommunal, représenterait pour la ville de Clichy un enjeu majeur pour le développement et la revitalisation du quartier Victor Hugo-République prochainement desservi par la ligne 14 du métro parisien et actuellement en pleine mutation.

### 2010, salle polyvalente
Compte tenu des évolutions techniques en matière d'acoustique et des nouvelles recherches engagées par des bureaux d'études spécialisés, le programme d'une salle polyvalente est à nouveau envisagé.
Cette salle polyvalente à vocation culturelle pourrait être utilisée par les services municipaux mais aussi par les partenaires extérieurs, générant ainsi des recettes et revitalisant le quartier en participant activement à l'intégration de Clichy dans la « vallée de la culture ». Après approbation d'un projet de restructuration, les travaux intérieurs seront à étudier en fonction de la désignation future du bâtiment. La mise en état et conformité (sécurité, acoustique, norme) aurait un coût final estimé par la SEM 92 en janvier 2010 à 21 250 000 euros TTC.
Cependant, ce montant ne peut être supporté uniquement par la ville de Clichy et une pluralité de financement est donc nécessaire (conseil général des Hauts-de-Seine, la ville de Clichy, subventions publiques et privées, l'État et la Région).

### 2016, appel à projets«Inventons la Métropole du Grand Paris»
Le 10 octobre 2016, la Métropole du Grand Paris lance un appel à projets sur 51 sites en Île-de-France, dont la Maison du Peuple de Clichy, qui a été proposée par le maire de Clichy élu en 2015, Rémi Muzeau. L'appel à projet prévoit une cession de la Maison du Peuple et souhaite valoriser l'édifice à travers un « bâtiment signal ».
Le 18 octobre 2017, le groupement Duval-Ricciotti est désigné lauréat de cet appel à projets avec un projet de « tour tressée », « scoubidou » (en BFUP) de 96 mètres de haut (logements, restaurant et hôtel) qui reposera sur la partie arrière de la Maison du Peuple. La restructuration proposée de la Maison du Peuple comporterait, au rez-de-chaussée, un marché bio de petits producteurs, une halle gourmande (aire de restauration), une librairie et une halte-garderie, et au premier étage un musée d'art moderne dédié au Centre Pompidou,,.
Depuis début 2018, ce projet est très fortement controversé par de nombreuses associations de riverains, d'architectures, y compris internationales,,, et des architectes étrangers, dont Richard Rogers, Toyō Itō, Kengo Kuma, Mario Botta ou Kenneth Frampton, qui ont signé une lettre ouverte, également signée par Stéphane Bern et Jack Lang,,,,,,. Des « menaces [pèsent] sur le patrimoine architectural du XXe siècle » où la Maison du Peuple, bâtiment contemporain à haute teneur patrimoniale, serait bafouée par « les appétits suscités par la spéculation immobilière dans le cadre du Grand Paris ? ».
Le 12 mars 2018, Jack Lang « conjure [la ministre de culture, Françoise Nyssen] de trouver une solution pour que ce témoignage unique d'un art et d'une époque soit soigneusement préservé. »
Dans une lettre datée du 28 juin 2018 et adressée au ministre de la culture, Françoise Nyssen, les ayants-droit des architectes Eugène Beaudouin, Marcel Lods et de l'ingénieur M. Jean Prouvé ont fait savoir leur opposition à ce projet.
Le 3 juillet 2018, après une enquête publique qui s'est déroulée du jeudi 12 avril 2018 au vendredi 4 mai 2018 en pleine période de congés de Pâques, la modification no 5 du plan local d'urbanisme de Clichy est approuvée,. Celui-ci prévoit, en particulier, de passer la zone cadastrale de la Maison du Peuple de Clichy de UG (hauteur maximale des constructions de 21 mètres) à UHd (hauteur maximale de 99 mètres, possibilité d'extension de conception architecturale contemporaine).
Le 30 août 2018, à la suite de la modification du PLU no 5 de Clichy, et considérant que le dossier déposé par le groupement est insuffisant, le préfet d'Île-de-France a décidé d'obliger le groupement à réaliser une étude d'impact environnementale qui porte sur de nombreux points (Monument Historique, tissu urbain environnant, co-visibilité, ensoleillement et aéraulique, etc.). Le 17 septembre 2018, la DRAC a rappelé « les réserves portant sur l'implantation d'une tour à travers d'un immeuble classé et a prévenu du refus d'autorisation de travaux. »
Le 29 septembre 2018, la ministre de la culture envoie un courrier au maire de Clichy, Rémi Muzeau, et à Patrick Ollier, président de la Métropole du Grand Paris, où elle fait part de ses inquiétudes et de « la vive émotion des ayants droit ». « Face à la mobilisation contre la tour de 99 mètres prévue à l’arrière du bâtiment classé, Françoise Nyssen a décidé de confier l’analyse du projet à l’inspection des patrimoines. »,,,.
En octobre 2018, le magazine Challenges relèvent plusieurs « projets immobiliers du Grand Paris qui déraillent », dont le projet de tour sur la Maison du Peuple de Clichy.
En décembre 2018, l'association clichoise de riverains Quartier Maison du Peuple, Docomomo et la SPPEF lance une pétition en ligne contre le projet de tour sur la Maison du Peuple de de Clichy.
En février 2019, Alexandre Gady, historien de l'architecture s'interroge sur la capacité du ministère de la culture à ne pas assumer son rôle de défense des édifices classés au titre des Monuments Historiques. Le sénateur des Hauts de Seine, Xavier Iacovelli, a interrogé le ministre de la culture, Franck Riester, sur les résultats de la mission d'analyse confiée à l'inspection des patrimoines. Docomomo France, soutenu par Icomos France, Icomos International, Sites et Monuments écrit au ministre de la culture pour le rencontrer et exposer leur position défavorable au projet proposé de tour de 100 mètres. Le World Monument Found a même proposé d'inclure la Maison du Peuple de Clichy à sa liste de patrimoine en danger.
En avril 2019, le promoteur immobilier Duval défend son projet par voie de presse dans Le Parisien : l'hôtel de luxe 4 étoiles Hyatt est supprimé au profit de logements « familiaux ». Il est confirmé que « le projet implique la vente par la ville du foncier et du bâtiment au promoteur. »
Parallèlement, Jacques Moulin, architecte en chef des monuments historiques chargé de la Maison du Peuple de Clichy et défendeur de ce projet, déclare au Monde le 16 avril 2019 : « Il faut envoyer la Maison du peuple à la ferraille. » « Marcel Lods lui-même affirmait qu’après deux générations un bâtiment n’était plus adapté à la société et qu’il devenait une gêne pour elle. »
Le 2 avril 2019, l'association clichoise de riverains Quartier Maison du Peuple participe au manifeste de plus de 50 associations nationales et régionales pour la préservation de la qualité des paysages urbains de la couronne parisienne qui demande l'entretien, la restauration dans le respect de l'existant qui demande, entre autres de « conserver un maximum de son authenticité » et « permettre l’émergence d’une architecture contemporaine de qualité, respectueuse des spécificités locales en harmonie avec l’environnement existant, les alignements, les hauteurs des bâtis existants contigus et le respect de leurs ouvertures,. »
Dans un billet du 16 avril 2019, la députée, Céline Calvez, indique que le rapport de l'inspection du patrimoine a été remis au ministre de la culture, Franck Riester, sans en connaître publiquement l'avis. Ainsi le ministre de la culture et la direction du patrimoine ne sont toujours pas exprimés à ce sujet.
Le 6 juin 2019, la députée Céline Calvez organise sur la commune de Clichy une réunion publique sur la culture et la patrimoine, dont une grande partie était consacrée à la Maison du Peuple de Clichy. Elle y a invité l'architecte ACMH, Jacques Moulin, « qui travaille avec le promoteur [Duval] via son cabinet privé », sans inviter officiellement d'autres parties prenantes. Malgré tout, la fille d'Eugène Beaudouin était présente dans le public et y a rappelé la paternité de l'ouvrage. Aussi, l'élu municipale et départementale Alice Le Moal confirme « qu'il n'y a as encore eu de concertation sur ce projet. »
Le 30 juin 2019, Adrien Goetz, membre de l'Académie des Beaux-Arts, s'interroge si « l'affaire de la Maison du peuple sera [...] le fâcheux précédent qui autorisera toutes les dérives ? » malgré « un chantier de restauration, achevé en 2005, qui semblait l'avoir sauvé de la ruine — mais pas de la folie des grandeurs de certains élus. »
Tentative de déclassement du domaine public et cession
Lors des Journées du patrimoine 2019, les associations Quartier Maison du Peuple, SPPEF et Docomomo appellent  à un rassemblement devant la Maison du Peuple de Clichy par un communiqué de presse conjoint datant du 18 septembre 2019 où elles déclarent : « Le projet n'a fait l'objet d'aucune réunion publique ni concertation auprès des Clichois. Ceux-ci ignorent très largement le projet, présenté au public par voie de communication institutionnelle extrêmement limitée. »
Ce rassemblement fait surtout suite à l'ordre du jour du conseil municipal de la ville de Clichy du 23 septembre 2019 qui prévoyait le déclassement de la Maison du Peuple du domaine public et la cession de la Maison du Peuple au groupe immobilier privé Duval,. Pourtant, les documents en ligne d'ordre du jour et de compte rendu du conseil municipal du 23 septembre 2019 de la ville de Clichy n'y font pas clairement référence ("chapitre IX annulé"),.
Lors d'une interview dans Le Parisien le 20 septembre 2019, à la question « Y a-t-il des lois à modifier en France pour mieux protéger le patrimoine ? » Franck Riester répond : « Nous avons une bonne législation, une bonne réglementation. Je vous donne un exemple : la Maison du peuple, à Clichy, classée monument historique. Il y a actuellement un projet de tour au-dessus de ce monument. Dans l'état actuel du projet, l'Etat ne donnera pas son autorisation pour ces travaux. Car cette tour, telle qu'elle est prévue, dénaturerait le bâtiment. »
Le premier jour des Journées du patrimoine 2019, soit le 21 septembre 2019, le ministre de la Culture Franck Riester confirme son opposition à ce projet de tour par voie de presse en mettant son veto,,. Ce veto est confirmé par un porte-parole du ministère de la Culture à l'AFP qui déclare : « Effectivement, dans l'état actuel du projet, l'État ne donnera pas son autorisation car cette tour, telle qu'elle est prévue, dénaturerait le bâtiment. »
Le 24 septembre 2019, le groupe immobilier privé Duval exprime « sa surprise » à la suite des déclarations du ministre et annonce avoir demandé un rendez-vous auprès du ministre afin d'échanger sur la réalité du projet.
Début novembre 2019, la métropole du Grand Paris annonce par erreur dans un document intitulé « Etat d'avancement des 54 opérations Inventons la Métropole 1 » l'abandon du projet du projet de tour sur la Maison du Peuple de Clichy avant de corriger et classer ce projet dans la catégorie « négociations prolongées ou temporairement suspendues ».
Dans ce même article, Le Parisien indique : « Suite à l'annonce ministérielle, les visuels du projet installés sur les vitres du bâtiment — qui n'accueille plus aujourd'hui qu'un marché alimentaire en rez-de-chaussée — avaient disparu. De là à voir la communication de la MGP [Métropole du Grand Paris] comme un acte manqué… »

### 2021, déclassement du domaine public et cession par anticipation aux groupes Ducasse et Apsys
La Maison du Peuple de Clichy étant un bâtiment public appartenant à la ville de Clichy, celle-ci doit être déclassée du domaine public pour pouvoir la vendre par la suite au privé. Il est alors nécessaire de prouver qu'elle n'est plus affectée à un service public (c'est-à-dire essentiellement le marché couvert alimentaire) ou à l'usage direct du public. Le déclassement du domaine public par anticipation permet de s'affranchir de justifier la désaffectation complète du bâtiment au moment de l'acte de déclassement. Le bâtiment peut donc être déclaré désaffecté bien après le déclassement du domaine public. Ce mécanisme est toutefois très encadré. À noter que 37 % des bâtiments classés aux monuments historiques appartiennent à des propriétaires privés sur les 44 421 immeubles protégés.
Le 29 juin 2021, le conseil municipal de la ville de Clichy a voté le déclassement du domaine public par anticipation et la cession par anticipation de la Maison du Peuple à une société à créer entre le groupe Alain Ducasse et la société financière Apsys. Les élus de la majorité de la mairie de Clichy ont voté ces deux délibérations en dégustant des chocolats Ducasse distribués par la mairie et ont rejeté l'intégralité des douze amendements de l'opposition dont une demande de réunion d'information publique. Le montant de la future cession du bâtiment aux groupes Ducasse et Apsys a été estimé à 2,1 millions d’euros par l'avis du service des Domaines,. Cette procédure est jugée expéditive par les défenseurs de ce bâtiment alors que la mairie de Clichy et la DRAC n'ont pas voulu faire les travaux nécessaires à la protection du bâtiment, à la suite de dégâts des eaux. Quelques jours plus tard, le maire de Clichy, Rémi Muzeau, a indiqué dans une interview à France Culture qu'il aurait vendu le bâtiment pour un euro symbolique, s'il avait pu .
Un communiqué de presse du ministère de la Culture sorti le 30 juin 2021 indique que le projet est soutenu par ce même ministère : « Le bâtiment sera ainsi entièrement restauré, réhabilité et remis aux normes par le groupe Ducasse » et « le ministère a suggéré au groupe Ducasse de s'intéresser au bâtiment. » Le ministère insiste sur la nécessité de respecter l'instruction qui sera faite par la conservation régionale des monuments historiques et une autorisation du préfet de la région, ainsi qu'un suivi des travaux effectué sous le contrôle scientifique et technique de la DRAC d'Île-de-France.
En date de fin juin 2021, le groupe Ducasse n'a ni communiqué officiellement sur la nature du projet, ni affirmé qu'il restaurerait le plancher mobile du premier étage. La presse a relayé l'information que le groupe y installerait le siège social des manufactures Ducasse ainsi qu'une manufacture du chocolat, avec l'appui du cabinet d'architecte Alain-Charles Perrot et Florent Richard et des designers Sanjit Manku et Patrick Jouin.
Quant au marché alimentaire dit marché de Lorraine, celui-ci serait déplacé à 250 mètres, selon le maire de Clichy.
Toutefois, l'acceptation finale du projet est soumise à l'approbation unanime de tous les ayants droit des créateurs de la Maison du Peuple.
Le 16 novembre 2021, le groupe Ducasse a présenté son projet aux Clichois dans le lycée René Auffray, lycée polyvalent enseignant, entre autres, l'hôtellerie et la restauration et situé à l'opposé de la Maison du Peuple.
Lors de cette réunion, Madame Beaudouin, petite-fille d'Eugène Beaudouin indique "que le projet sauve le bâtiment" et demande "qu'une partie du bâtiment soit attribué gratuitement aux habitants".
Le montant d'acquisition de 2,1 millions d'euros y a été confirmé pour une surface totale de 4 200 m2 et le coût de la restauration (hors aménagements intérieurs) est estimé à plus de 10 millions d'euros, dont 40% maximum pris en charge par le Ministre de la Culture hors aides octroyées par les collectivités locales.
Le projet prévoit deux étages de bureaux, un réfectoire de type bouillon et les manufactures de Ducasse (chocolat, café, biscuits et glaces) et un restaurant gastronomique dit "laboratoire culinaire". Les mobilités du toit ouvrant et de la cloison mobile seront restaurées et utilisables tandis que le plancher mobile restera ouvert sans utiliser sa modularité.
Les travaux devraient démarrer au printemps 2022 et la livraison est prévue au second semestre 2023. Ducasse Paris aura un bail pour occuper le bâtiment qui est acheté par une société commune créée par Apsys et le groupe Ducasse.

#### Ouvrages
- Benedikt Huber, Jean-Claude Steinegger, "Jean Prouvé : une architecture l’industrie", Zurich, Éditions d’architecture Artemis, 1971
- Michel Ragon, "Histoire mondiale de l’architecture et de l’urbanisme modernes, tome 2, pratiques et méthodes, 1911-1971", Paris, Casterman, 1972, p. 103-105
- Kenneth Frampton, "Modern architecture, a critical history", Londres, Thames & Hudson, 1980 (ISBN 9780500181744)
- William J.R. Curtis, "Modern Architecture since 1900", Paris, Éditions Phaidon, 1982, p. 376-377 (ISBN 9780714824789)
- Jean-Louis Cohen, « Des bourses du travail au temps des loisirs. Les avatars de la sociabilité ouvrière », dans Collectif, Architecture pour le peuple. Maisons du Peuple. Belgique, Allemagne, Autriche, France, Grande Bretagne, Italie, Pays-Bas, Suisse, Bruxelles, Archives d’architecture moderne, 1984, p. 159-183
- Jean-Claude Bignon et Catherine Coley, "Jean Prouvé, entre artisanat et industrie", 1923-1939, École d’architecture de Nancy, 1990
- Gérard Monnier, "L’Architecture en France. Une histoire critique 1918-1950". Paris, 1990, p. 177–178 (ISBN 9782904057472)
- Peter Sulzer, "Jean Prouvé (1901-1984) — Meister der Metallumformung", in "Jean Prouvé. Meister der Metallumformung das neue blech", Köln, R. Muller, 1991, p. 21-27
- Bruno Reichlin, "L'infortune critique du fonctionnalisme", dans Les Années trente. L'architecture et les arts de l'espace entre industrie et nostalgie , Paris, 1997, p. 190-191
- Sous la direction d'Antoine Picon, "L'art de l'ingénieur, constructeur, entrepreneur, inventeur", p. 275-276, Éditions du Centre Georges Pompidou, Le Moniteur, Paris, 1997  (ISBN 978-2-85850-911-9)
- Claude Loupiac, Christine Mengin, "L’architecture moderne en France, 1889-1940", Paris, Éditions Picard, 1997, p.179  (ISBN 9782708404496)
- Bernard Toulier, « La maison du Peuple à Clichy : premier exemple de mur rideau en panneaux préfabriqués. Restituer une machine architecturale aux multiples usages », Architecture et patrimoine du XXe siècle en France, Editions du Patrimoine, 1999, p. 284-287
- Peter Sulzer, "Jean Prouvé, Œuvre complète", Volume 2 : 1934-1944, Birkhäuser, Bâle, Suisse, 2000, couverture
- "Jean Prouvé, Constructeur 1901-1984", Ville de Nancy, RMN, 2001
- "Jean Prouvé et Paris", Pavillon de l’Arsenal, mai-août 2001
- Catherine Dumont d’Ayot, Bruno Reichlin (dir.), "Jean Prouvé, La poétique de l’objet technique", Vitra Design Museum, 2004 Kenneth Frampton, "L’architecture moderne, une histoire critique", Paris, Thames & Hudson, 2006 (1re édition en langue anglaise en 1980), p. 223, p. 353
- Béatrice Simonot, "La maison du Peuple, Beaudouin, Lods, Prouvé, Bodiansky, un bijou mécanique", Monographik Éditions, Pavillon Vendôme/ Ville de Clichy-La-Garenne, 2010
- Jean-Louis Cohen, "L’architecture au XXe siècle en France, Modernité et continuité", Paris, Hazan, 2014, p. 106
- Franz Graf, « La restauration de la Maison du Peuple à Clichy : un point de vue critique », dans Id., Histoire matérielle du bâti et projet de sauvegarde, Lausanne, Presses Polytechniques et universitaires romanes, 2014 (1re parution en anglais en 2008), p. 347-359
- Olivier Cinqualbre, "Jean Prouvé Bâtisseur", Collection Carnets d’architectes, Paris, Editions du patrimoine, 2016  (ISBN 9782757705179)

#### Articles
- Robert Mallet-Stevens, « L’éclairage et l’architecture moderne », Lux, n°1, janvier 1928, p. 6-9
- Beaux-Arts, 1939, no 345, p. 1 et 4
- "La maison du Peuple à Clichy", L'architecture d'aujourd'hui, mai 1939, no 5, p. 40-41
- « La maison du Peuple à Clichy », L’Ossature métallique, no 6, juin 1939
- « Constructions modernes », L’Encyclopédie de l’architecture, Tome XII, 1938, pl. 96 à 100
- « Maison du Peuple de Clichy », La Construction moderne, no 41, 17 septembre 1939
- « Le marché couvert de Clichy », La Technique des travaux, no 4, octobre 1939, p. 52
- « Marché et Maison du Peuple à Clichy », L’Architecture d’aujourd’hui, no 3-4, p. 50-55, 1940
- Marcel Lods, « De la paroi », L’Architecture française,  Numéro spécial sur l’acier, no 44-45, juin-juillet 1944, p. 23-28
- « Marché de Clichy », L’Architecture d’aujourd’hui, no 4, janvier 1946
- « Soudure et techniques connexes », no 718, juillet-août 1950, p. 141-148
- « Maison du Peuple et marché couvert à Clichy. 1939 », Techniques et architecture, no 1, juin 1955
- "Maison de Clichy", Techniques et Architecture, novembre 1956
- "Maison de Clichy", Techniques et Architecture, février 1959
- Reyner Banham, « The Thin, bent detail », Architectural Review, Avril 1962, p. 249-252
- K.L.B., « Clichy market: a Pioneer Convertible Building », The architectural Review, vol. 143, n° 853, mars 1968, p. 233
- Manfred Schiedhelm, « Marcel Lods », Architectural Design, n°10, Vol. 44, 1974, p. 636-639
- Charlotte Ellis, « Prouvé’s peoples’ palace », The architectural review, n°1059, mai 1985, p.41-47
- Bruno Reichlin, « Maison du peuple in Clichy : ein Meisterwerk des “synthetischen” Funktionalismus ? », Daidalos, no 18, 15 décembre 1985, p. 88-99
- Bruno Reichlin, « Maison du peuple at Clichy, a masterpiece of “synthetic” functionalism? », Daidalos, n°18, 15 décembre 1985, p. 88-99
- Jean-Louis Cohen "Architectures du front populaire", Mouvement social, janvier-mars 1989, n°146, p. 49 à 59
- Hervé Baptiste, « La Maison du Peuple à Clichy, Hauts-de-Seine », Monumental, n° 2, mars 1993, p. 68-77
- François Robichon, "La Maison du Peuple à Clichy à la fin des années trente", L'architecture, n° 70, novembre 1996
- Hervé Baptiste, "Hauts-de-Seine. Clichy. Maison du Peuple" , Paris, DRAC Île-de-France, document de presse no 2, sept. 1997
- Catherine Dumont d’Ayot, Franz Graf, « Espace-temps : l’oubli d’une fonction. La Maison du peuple de Lods, Beaudouin, Bodiansky et Prouvé à Clichy », Faces, La sauvegarde du moderne, n°42/43, automne-hiver 1997-98, p. 53-59
- Christian Enjoloras, « L'utile et le merveilleux », Monumental, 2000, p. 180
- « Béatrice Simonot raconte la Maison du Peuple », ClichyMag, Magazine de la ville, Clichy et les projets de transports en Île-de-France, n°185, janvier 2011
- Caroline Bauer (présenté par), « Entretien avec Jean Prouvé, Nancy, le 8 juin 1982, par Jean-Marie Helwig », Jean Prouvé de l’atelier à l’enseignement, transmission d’une culture technique, Cahiers du LHAC, no 1, Nancy, Laboratoire d’Histoire de l’architecture contemporaine, 2014, p. 57-68
- Hervé Baptiste, "La Maison du Peuple...", in Monumental , 2000, p. 181-191

#### Archives écrites publiques et privées
- Eugène Beaudouin et Marcel Lods, lettre à M. Pardies, secrétaire général de la mairie de Clichy, 24 octobre 1935
- Lettre de Jean Prouvé, Paris, 7 octobre 1982. Dossier de protection au titre des Monuments historiques, Direction régionale des affaires culturelles d’Île-de-France
- Note manuscrite de Jack Lang à Florence Colin Goguel, sans date. Dossier de protection au titre des Monuments historiques, Direction régionale des affaires culturelles d'Île-de-France
- Dossier de protection au titre des Monuments historiques, Direction régionale des affaires culturelles d’Île-de-France
- Archives d’architecture du XXe siècle de la Cité de l’architecture et du patrimoine : fonds Marcel Lods, 323 AA
- Archives municipales de Clichy
- Baptiste Hervé, La Maison du Peuple (Clichy). Étude préalable à la restauration, Paris, 1991, Direction régionale des affaires culturelles d’Île-de-France, dossier de protection au titre des Monuments historiques, CRMH, Paris
- Fonds Prouvé, A. D. Meurthe-et-Moselle

#### Dessins, photographies
- Archives Départementales de Meurthe-et-Moselle, fonds Jean Prouvé, 23 J
- Centre Pompidou, Mnam-CCI, Bibliothèque Kandinsky, Fonds Jean Prouvé
- Archives d’architecture du XXe siècle de la Cité de l’architecture et du patrimoine : fonds Marcel Lods, 323 AA
- Photographies d’Olivier Nouyrit, 2018

#### Expositions
- 1981, Paris, Centre Georges Pompidou, Paris-Paris
- 1991, Paris, Centre Georges Pompidou, Marcel Lods 1891-1978. Photographies d’architecte
- 1997, Paris, Pavillon de l’Arsenal, Paris sous verre. La ville et ses reflets
- 1997, Paris, Musée des monuments français, Les Années 1930. L’Architecture et les arts de l’espace entre industrie et nostalgie
- Leyla Beloucif, « Maison du Peuple, Clichy », Marcel Lods (1891-1978). Visions croisées sur l’homme et l’œuvre. Cité de l’architecture et du patrimoine, expositions virtuelles, 2017

#### Maquette
- Cité de l’architecture et du patrimoine, galerie d’architecture moderne et contemporaine : Sylvain Le Stum, maquette au 1/33e, 2002-2004

#### Travaux universitaires
- Ariela Katz, "Maisons du Peuple: Modernity and Working Class Identity in French Architecture, 1919- 1940", thèse en histoire de l’architecture sous la direction de Jean-Louis Cohen, Institute of Fine Arts, New York University, 2014
- Leila Beloucif, diplôme de spécialisation et d’approfondissement en architecture et patrimoine, École nationale supérieure d’architecture de Paris-Belleville, 2015